# Paul Evdokimov
Paul Evdokimov, ursprünglich russisch Павел Николаевич Евдокимов, Pawel Nikolajewitsch Jewdokimow (* 2. August 1901 in Sankt Petersburg; † 1. September 1970 in Meudon) war ein orthodoxer Theologe. Er war Professor für Theologie am Institut de Théologie Orthodoxe Saint-Serge in Paris. 

## Leben
Jewdokimow stammte aus einer adligen Sankt Petersburger Familie. Als Paul sechs Jahre alt war, wurde sein Vater ermordet. Zunächst studierte er Theologie in Kiew. Er floh nach Paris und legte einen Abschluss in Theologie am Institut de Théologie Orthodoxe Saint-Serge ab. Er heiratete und wurde Vater von zwei Kindern. Evdokimov promovierte über die Briefe Dostojewski und das Problem des Bösen an der Fakultät für Literatur, Universität Aix-en-Provence. Im Jahre 1945 verstarb seine Frau. Im Jahre 1954 heiratete er die Tochter eines japanischen Diplomaten. Ab 1962 war er Professor für Theologie an dem nach dem hl. Sergius benannten Institut in Paris.
Evdokimov war ein bekannter Exiltheologe und war als Beobachter des Zweiten Vatikanischen Konzils eingeladen.

## Schriften
- Dostoïevski et le problème du mal.
- La Femme et le salut du monde. Deutsche Übersetzung: Die Frau und das Heil der Welt. Brendow, Moest, 1989.
- L'Orthodoxie.
- Gogol et Dostoïevski ou la Descente aux enfers. Réédition chez Corlevour,[1] 2011. (Première édition : DDB). Deutsche Übersetzung: Der Abstieg in der Hölle, Gogol und Dostojewski. Müller, Salzburg, 1965.
- Le Sacrement de l'amour: Le mystère conjugal à la lumière de la Tradition orthodoxe.
- Les Ages de la vie spirituelle, Des Pères du désert à nos jours.
- La Connaissance de Dieu selon la Tradition orientale, L’enseignement patristique, liturgique et iconographique.
- L'Esprit-Saint dans la Tradition orthodoxe.
- La Prière de l’Église d’Orient: La Liturgie de saint Jean Chrysostome. Deutsche Übersetzung: Das Gebet der Ostkirche., Styria-Verlag, Graz, 1986
- Le Christ dans la pensée russe. Deutsche Übersetzung: Christus im russischen Denken. Paulinus-Verlag, Trier, 1977
- L'Art de l'icône, théologie de la beauté.
- L'Amour fou de Dieu.
- La Nouveauté de l'Esprit.
- Le Buisson ardent.
- La Vie Spirituelle dans la ville.
- Gotteserleben und Atheismus. Herold, Wien, 1967 (deutsche Uebersetzung von Les Ages de la vie Spirituelle)